# گمینا اولشانگتسا
گمینا اولشانگتسا (به لهستانی:  Gmina Olszanica) یک گمینا در لهستان است که در شهرستان لسکو واقع شده‌است. گمینا اولشانگتسا ۹۴٫۰۲ کیلومتر مربع مساحت و ۵٬۰۵۹ نفر جمعیت دارد.